# Diogtiewo (obwód rostowski)
Diogtiewo (ros. Дёгтево) – miejscowość (słoboda) w Rosji, w obwodzie rostowskim, w rejonie millerowskim. W 2010 liczyła 1185 mieszkańców.